# Burrinha
Burrinha é um nome dado a folguedos populares tanto no Brasil como em Ouidah, no Benim, levada pelos Agudás escravos libertos que retornaram para a África. É uma forma antiga do Bumba meu boi que sobrevive há mais de 200 anos.
Descrição dada na Bahia, por Manuel Querino, a Câmara Cascudo: "Burrinha é um indivíduo mascarado, tendo um balaio na cintura, bem acondicionado, de modo a simular um homem cavalgando uma alimária, cuja cabeça de folha-de-flandres produzia o efeito desejado. A música se compunha de viola, canzá e pandeiro. O divertimento semelhava-se aos dos ternos; a diferença, apenas, estava na presença da burrinha e nas chulas. Assim que tiravam os Reis entravam cantando:
"Minha burrinha bebe vinho
Bebe também aguardente;
Arrenego deste bicho
Que tem vício feito gente.
Xô-xô, bichinho,
Xô-xô, ladrão,
Cadeado do meu peito.
Chave do meu coração.
Bota a burrinha pra dentro.
Pro sereno não molhar.
O selim é de veludo.
A colcha de tafetá.
Xô-xô, bichinho. etc."